# Назарова, Ольга Михайловна
О́льга Миха́йловна Наза́рова (род. 28 февраля 1962), в девичестве Григо́рьева — советская и российская легкоатлетка, специалистка по барьерному бегу. Выступала за сборные СССР и России по лёгкой атлетике в конце 1980-х — середине 1990-х годов, чемпионка и призёрка первенств национального значения, участница ряда крупных международных турниров. Представляла Санкт-Петербург. Мастер спорта международного класса. Также известна как спортивный агент и менеджер.

## Биография
Родилась 28 февраля 1962 года.
Занималась лёгкой атлетикой в Ленинграде в добровольном спортивном обществе «Зенит». В 1983 году окончила Университет имени Лесгафта, где училась на тренерском факультете.
Впервые заявила о себе на взрослом всесоюзном уровне в сезоне 1985 года, когда в составе команды спортивного общества «Зенит» выиграла бронзовую медаль в эстафете 4 × 400 метров на чемпионате СССР в Ленинграде.
В 1986 году на чемпионате СССР в Киеве с ленинградской командой стала в той же дисциплине серебряной призёркой.
Будучи студенткой, в 1989 году представляла страну на летней Универсиаде в Дуйсбурге — в беге на 400 метров с барьерами показала результат 58,68 и заняла в финале шестое место.
После распада Советского Союза выступала за российскую национальную сборную. Так, в 1993 году на чемпионате России в Москве одержала победу в эстафете 4 × 400 метров и выиграла серебряную медаль в беге на 400 метров с барьерами, уступив только Анне Кнороз, так же представлявшей Санкт-Петербург. Стартовала в барьерном беге на чемпионате мира в Штутгарте — с результатом 55,51 остановилась на стадии полуфиналов.
В 1994 году в беге на 400 метров с барьерами стала серебряной призёркой на чемпионате России в Санкт-Петербурге, финишировала седьмой на чемпионате Европы в Хельсинки и пятой на Играх доброй воли в Санкт-Петербурге.
На чемпионате России 1995 года в Москве в беге на 400 метров с барьерами превзошла всех своих соперниц и завоевала золотую медаль, тогда как на последовавшем чемпионате мира в Гётеборге с результатом 56,89 дошла только до полуфинала.
В 1997 году на чемпионате России в Туле была третьей в беге на 400 метров с барьерами и в эстафете 4 × 400 метров.
После завершения карьеры спортсменки работала спортивным менеджером, вела дела таких известных легкоатлетов как Юрий Борзаковский, Мария Ласицкене, Евгений Лукьяненко, Андрей Кравченко, Анна Богданова, Максим Дылдин, Антон Кокорин и др..